# Gladiolus chevalierianus
Gladiolus chevalierianus är en irisväxtart som beskrevs av Wessel Marais. Gladiolus chevalierianus ingår i släktet sabelliljor, och familjen irisväxter.
Artens utbredningsområde är Guinea. Inga underarter finns listade i Catalogue of Life.